# ان‌جی‌سی ۱۹۸۱
ان‌جی‌سی ۱۹۸۱ (انگلیسی: NGC 1981) خوشه‌ای باز است که در صورت فلکی شکارچی قرار دارد و در ۴ ژانویه ۱۸۲۷ توسط جان هرشل کشف شد. قدر ظاهری آن ۴.۲ و اندازه آن ۲۸.۰۰ دقیقه قوس است. این سحابی در شمال سحابی شکارچی قرار دارد.